# Грёнхаген, Юрьё фон
Юрьё фон Грёнхаген (фин. Yrjö von Grönhagen; 3 октября 1911, Санкт-Петербург, Российская империя — 17 октября 2003, Хельсинки, Финляндия) — финский и немецкий антрополог, руководящий сотрудник Аненербе.

## Биография

### Ранние годы
Сын Карла Грёнхагена, офицера и журналиста, и его жены Цины фон Хольцманн. Происходил из аристократического рода, среди предков были шведы, немцы и голландцы.
После революции семья переехала в Выборг, где Юрьё учился в школе, после окончания которой работал стажёром в финском консульстве в Париже. В 1933 г. поступил в Сорбонну, мечтая заниматься полевыми антропологическими исследованиями в Индии. В 1935 г. решил отправиться пешком в Хельсинки, чтобы заняться социологическими исследованиями, но передумал и в августе того же года оказался в Германии.

### Деятельность в нацистской Германии
Статья Грёнхагена о Калевале, опубликованная во Франкфурте, привлекла внимание Генриха Гиммлера, который пожелал лично встретиться с автором. Во время собеседования, на котором кроме Гиммлера присутствовал Карл Вилигут, Гиммлер проявил интерес к молодому антропологу, и с 1 ноября 1935 г. Грёнхаген начал работать в Аненербе.
Вскоре Грёнхагену было поручено возглавить экспедицию Аненербе в финскую Карелию для сбора данных по финскому фольклору, а также материалов о местных колдунах и ведьмах. Экспедиции, которая отбыла в Финляндию в июне 1936 г., удалось записать выступления сказителей на плёнку и сфотографировать их. Кроме того, был записан на плёнку и ритуал, исполненный местной прорицательницей, которую в округе считали колдуньей. Помимо этого, команда экспедиции занималась изучением финских саун.
По возвращении в Берлин Грёнхаген предоставил отчёт об экспедиции Гиммлеру, и тот даже повесил фотографию одного из сказителей у себя в кабинете, дабы подчеркнуть своё уважение к древней арийской культуре. С февраля 1937 до осени 1939 гг. Грёнхаген возглавлял Исследовательский отдел индогерманских и финских культурных связей Аненербе. За это время Грёнхаген дважды побывал в Карелии уже в одиночку. Вальтер Вюст, директор общества, ещё в 1937 г. в письме Гиммлеру указывал на неспособность Грёнхагена управлять отделом по причине отсутствия у него достаточного образования. В этой связи Грёнхаген вернулся к учёбе, которую Аненербе обязалось оплачивать.
После нападения Германии на Советский Союз Грёнхаген в Правительственном информационном бюро в Берлине разрабатывал теорию «финского жизненного пространства», которая должна была легитимизировать захват Финляндией Восточной Карелии и Ингерманландии.

### После войны
В 1945 г. был арестован британскими войсками, в 1947 г. освобождён. В следующем году выпустил в Финляндии книгу «Секретное общество Гиммлера» о своём сотрудничестве с нацистами в 1930-е гг. В 1959 г. познакомился с представителями экуменического ордена Ordo Sancti Constantini Magni, в 1964 г. переехал на Крит, где служил первым генеральным секретарём ордена; в 1970 г. стал канцлером и почётным гроссмейстером ордена в Афинах.

## Сочинения
- Finnische Gespräche. Berlin, Norland Verlag, 1941.
- (mit Erkki Palolampi) Der Winterfeldzug: Krieg in Finnlands Wäldern 1939—1940. [?], 1941.
- Karelien, Finnlands Bollwerk gegen den Osten. Dresden, Franz Muller Verlag, 1942.
- Das Antlitz Finnlands. Berlin, Wiking, 1942.
- Himmlerin salaseura. Helsinki, Kansankirja, 1948.

## Семья
- Жена — Герта фон Грёнхаген, редактор немецких публикаций о Финляндии, например, «Финляндия в мире»[4]. Также была соавтором книги мужа «Секретное общество Гиммлера».